# شهرستان ایلکو (نوادا)
ایلکو از شهرستان‌های ایالت نوادا در آمریکاست. طبق آمارهای سال ۲۰۱۰، جمعیت این شهرستان برابر است با ۴۸.۸۱۸ نفر. این شهرستان در سال ۱۸۶۹ ساخته شد و مساحتی معادل ۴۴.۵۵۶ کیلومتری مربع را دارد. از این مقدار تنها ۰.۱۴٪ پهنه آبی است.

## پیوند
- وب‌گاه رسمی